# Pieve di Ledro

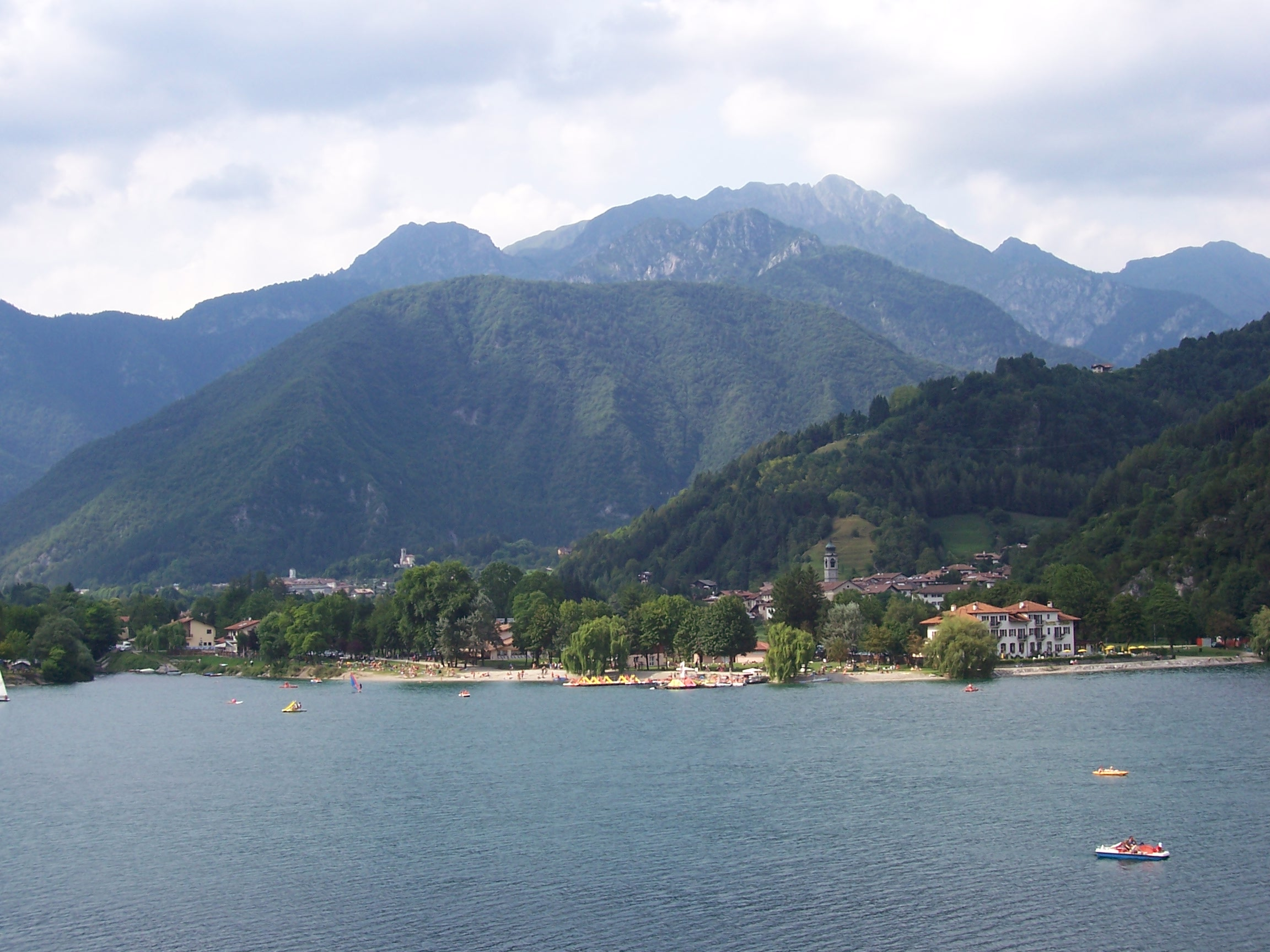

Pieve di Ledro – miejscowość i gmina we Włoszech, w regionie Trydent-Górna Adyga, w prowincji Trydent.
Według danych na rok 2004 gminę zamieszkiwało 585 osób, 32,5 os./km².
W 2010 r. gmina została zlikwidowana i wraz z gminami Bezzecca, Concei, Molino di Ledro,Tiarno di Sopra oraz Tiarno di Sotto zostały połączone w jedną gminę Ledro.